# Андреев, Иван Иванович (художник)
Ива́н Ива́нович Андре́ев (15 октября 1915, дер. Прахово, Смоленская губерния — 10 марта 1993, Санкт-Петербург) — советский живописец и педагог, Заслуженный работник культуры Российской Федерации, член Санкт-Петербургского Союза художников (до 1992 года — Ленинградской организации Союза художников РСФСР).

## Биография
И. И. Андреев родился 15 октября 1915 года в деревне Прахово Смоленской губернии. Участник Великой Отечественной войны. Отмечен боевыми наградами. В 1945—1951 учился в Ленинградском институте живописи, скульптуры и архитектуры имени И. Е. Репина на отделении живописи у Л. А. Островой, Б. А. Фогеля, М. И. Авилова. В 1951 окончил институт по мастерской М. И. Авилова с присвоением звания художника живописи. Дипломная работа — картина «Ленин и Крупская в общежитии ВХУТЕМАС» (Музей Академии художеств, Петербург).
Участвовал в выставках с 1951 года, экспонируя свои работы вместе с произведениями ведущих мастеров изобразительного искусства Ленинграда. Писал жанровые и исторические картины, портреты, пейзажи. В 1951 был принят в члены Ленинградского Союза советских художников. Преподавал с 1951 в Средней художественной школе в Ленинграде свыше тридцати лет. Удостоен почётного звания Заслуженный работник культуры Российской Федерации. 
Среди произведений, созданных художником, картины «Бойцы читают „Как закалялась сталь“ в землянке» (1944), «Портрет преподавателя Средней художественной школы И. И. Звонцовой» (1954), «Весенний этюд», «Стогуют овёс» (обе 1955), «Зимний этюд» (1956), «В. И. Ленин в Разливе» (1957), «Переборка шерсти» (1958), «Ликбез (Двадцатые годы в деревне)» (1960), «В кабинете В. И. Ленина», «Пейзаж» (обе 1961), «Год 1918-й. В. И. Ленин» (1964), «Портрет преподавателя Средней художественной школы Г. В. Рысиной» (1971), «Преподаватель физики СХШ П. С. Никитин», «Июль» (обе 1972), «Портрет искусствоведа В. П. Александрова» (1973), «Портрет писателя-журналиста А. В. Осипова», «Портрет участника обороны Ленинграда Н. Я. Зуева» (обе 1974), «Ликбез» (1980), «Портрет ветерана Великой Отечественной войны А. В. Ямова» (1983), «Сегодня в мире» (1984), «Портрет ветерана Великой Отечественной войны И. А. Гарбузова» (1985) и другие.
Скончался 10 марта 1993 года в Санкт-Петербурге на 78-м году жизни. 
Произведения И. И. Андреева находятся в музеях и частных собраниях в России и за рубежом.
Сын — Андреев, Никита Иванович (1951 г. р.), художник-график.

## Выставки
- 1954 год (Ленинград): Весенняя выставка произведений ленинградских художников.
- 1955 год (Ленинград): "Весенняя выставка произведений ленинградских художников".
- 1956 год (Ленинград): Осенняя выставка произведений ленинградских художников.
- 1957 год (Ленинград): 1917 - 1957. Выставка произведений ленинградских художников.
- 1958 год (Ленинград): Осенняя выставка произведений ленинградских художников.
- 1960 год (Ленинград): Выставка произведений ленинградских художников.
- 1961 год (Ленинград): «Выставка произведений ленинградских художников» открылась в залах Государственного Русского музея .
- 1964 год (Ленинград): Ленинград. Зональная выставка.
- 1971 год (Ленинград): Наш современник. Каталог выставки произведений ленинградских художников 1971 года.
- 1972 год (Ленинград): Наш современник. Вторая выставка произведений ленинградских художников.
- 1972 год (Ленинград): По Родной стране. Выставка произведений ленинградских художников.
- 1973 год (Ленинград): Наш современник. Третья выставка произведений ленинградских художников.
- 1976 год (Ленинград): Портрет современника. Пятая выставка произведений ленинградских художников.
- 1980 год (Ленинград): Зональная выставка произведений ленинградских художников.
- 1984 год (Ленинград): Подвигу Ленинграда посвящается. Выставка произведений ленинградских художников, посвящённая 40-летию полного освобождения Ленинграда от вражеской блокады.
- 1985 год (Ленинград): 40 лет Великой победы. Выставка произведений художников - ветеранов Великой Отечественной войны.